# Нирків
Ни́рків — село в Україні, у Товстенській селищній громаді Чортківського району Тернопільської області.
Розташоване на річці Джурин, на півдні району.
До 2020 центр сільради. Нирківській сільраді  було підпорядковане також село Нагоряни.
До 1970 року до складу Нирківської сільради входило село Червоне (колишній Червоногород, пол. Czerwonogród; назва походила від кольору ґрунтів у долині Джурина), але після репатріації польського населення (1945) та закриття Червоногородської ГЕС (початок 1960-х рр.) цей населений пункт виключили з облікових даних сільради (така сама доля спіткала і хутір Підчерчі). Урочище (територія — 72 га) зберегло назву Червоне й належить Нирківській сільській раді.
Населення — 1013 осіб (2001).

## Історія
Перша писемна згадка про Нирків — 1714
Початки колишнього села Червоне належать щонайпізніше до 14 століття. До 18 століття це було укріплене місто й центр Червоногородського повіту подільського воєводства.
За Австро-Угорщини у селі функціонувала двокласна школа, за Польщі – чотирикласна двомовна. 
До 1939 року у Ниркові діяли філії «Просвіти», «Рідної школи», «Союз Українок» та інших українських товариств, польські товариства «Кулко рольніче», «Стшелєц», кооператива.
Були копальні кристалічного гіпсу-вапняку, що його селяни використовували для білення хат, та червоного каменю-пісковику.
Під час національно-визвольних змагань 1918–1920 рр. у Леґіоні УСС воювали 8 вихідців із села: Тимофій Ванжура (1895 р. н.), Іван (1893 р. н.) та Федір (1885 р. н.) Вендзарі, Василь (1886 р. н.) Витрикуш, Іван Голик (1891 р. н.), Федір Пасіка (1887 р. н.), Кіндрат Стахіра, Гаврило
Чмола (1880 р. н.).
За переписом 1921 р., в селі було 414 дворів із населенням 1911 осіб, на 1931 р. – 459 дворів (2070 осіб). 
Після встановлення радянської влади страчено активіста товариства “Просвіта” Матвія Лесюка (1911–1941), політв’язня Пилипа Чопика (1908–1941).
Після повернення радянської влади протягом 1944–1953 рр. за участь у національно-визвольній боротьбі ув’язнено понад 30 осіб, виселено у Сибір 89 осіб; загинуло 28 борців ОУН і УПА. 
12 червня 2020 року, відповідно до розпорядження Кабінету Міністрів України № 724-р «Про визначення адміністративних центрів та затвердження територій територіальних громад Тернопільської області» увійшло до складу Товстенської селищної громади. 
19 липня 2020 року, в результаті адміністративно-територіальної реформи та ліквідації Заліщицького району, увійшло до складу новоутвореного Чортківського району.

## Релігія
- церква Покрови Пресвятої Богородиці (1714, ПЦУ)
- церква Покрови Пресвятої Богородиці (2000, УГКЦ)
- капличка святих Петра і Павла (2001).

## Пам'ятки
На сільському цвинтарі зберігся напівзруйнований мавзолей родини Понінських — останніх власників села (колись прикрашений барельєфом роботи данського скульптора Бертеля Торвальдсена, який тепер зберігається у Львівській галереї мистецтв).
Поруч — руїни споруди класицистичного стилю, також збудованої коштом Понінських. 
Нижче теперішнього села, у висохлій каблучкоподібній долині річки Джурин — руїни Червоногородського замку, костелу Небовзяття Пресвятої Діви Марії та дитячий табір «Ромашка». На теперішньому річищі Джурина, на місці колишнього млина та ГЕС — Червоногородський водоспад. Неподалік від села розташована ботанічна пам'ятка природи — Нирківські горіхи чорні. 
Споруджено пам'ятник воїнам-односельцям, полеглим у німецько-радянській війні (1965), встановлено пам'ятні хрести на честь скасування панщини, 9-ї річниці незалежності України, 2000-ліття Різдва Христового (всі — 2000).
2000 року біля руїн костелу спорудили пам'ятник полякам, загиблим 2-3 лютого 1945 року.

## Соціальна сфера
Працюють ЗОШ 1-3 ступенів, Будинок культури, бібліотека, Лікарська амбулаторія, відділення поштового зв'язку, дитячий садочок «Сонечко».

## Відомі люди

### Народилися
- Йосип Стахира — доктор фізико-математичних наук,
- Андрій Різник — футболіст ФК «Тернопіль» та ФК «Нива» Тернопіль.

## Галерея

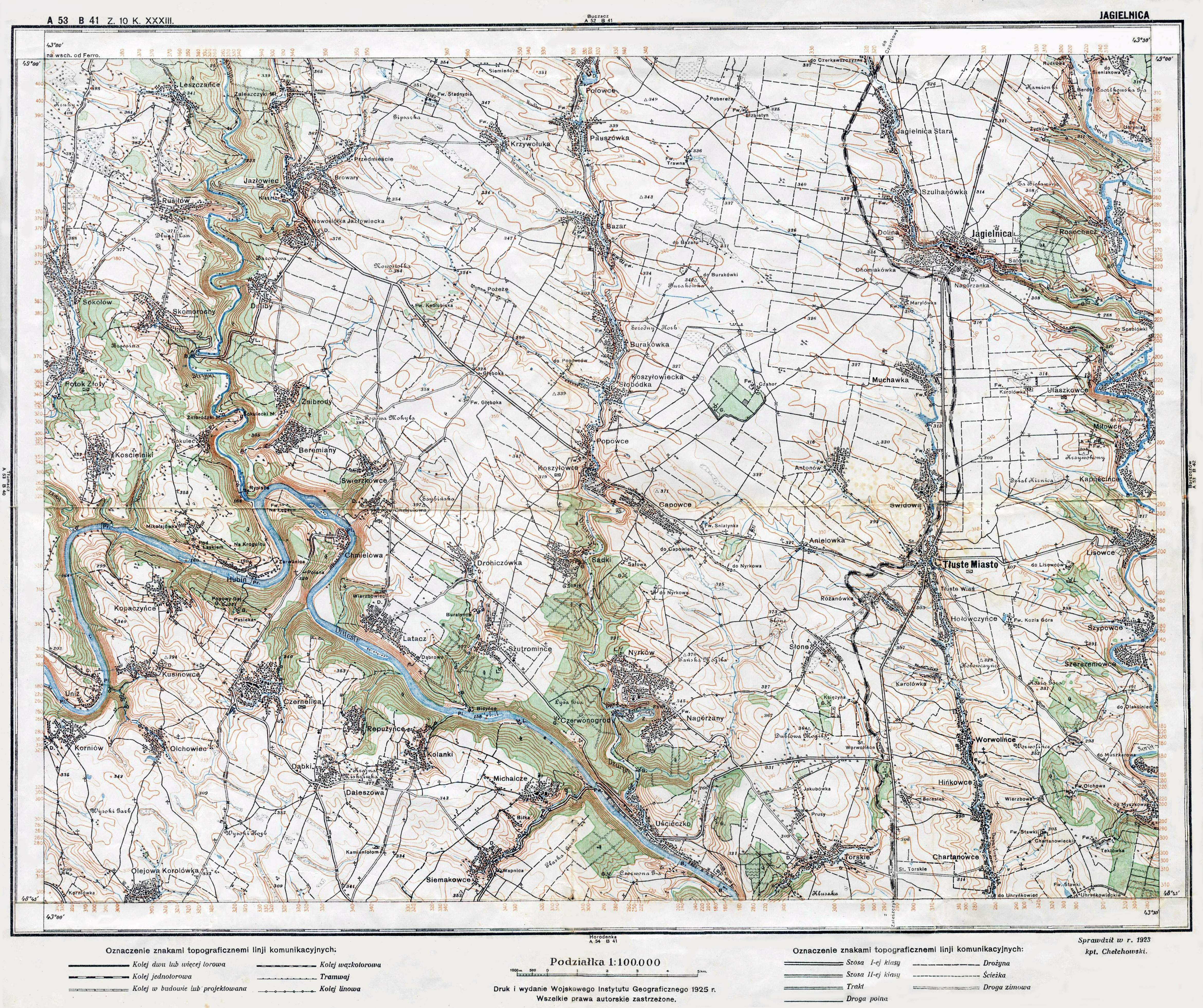
Нирків на карті 1925 року
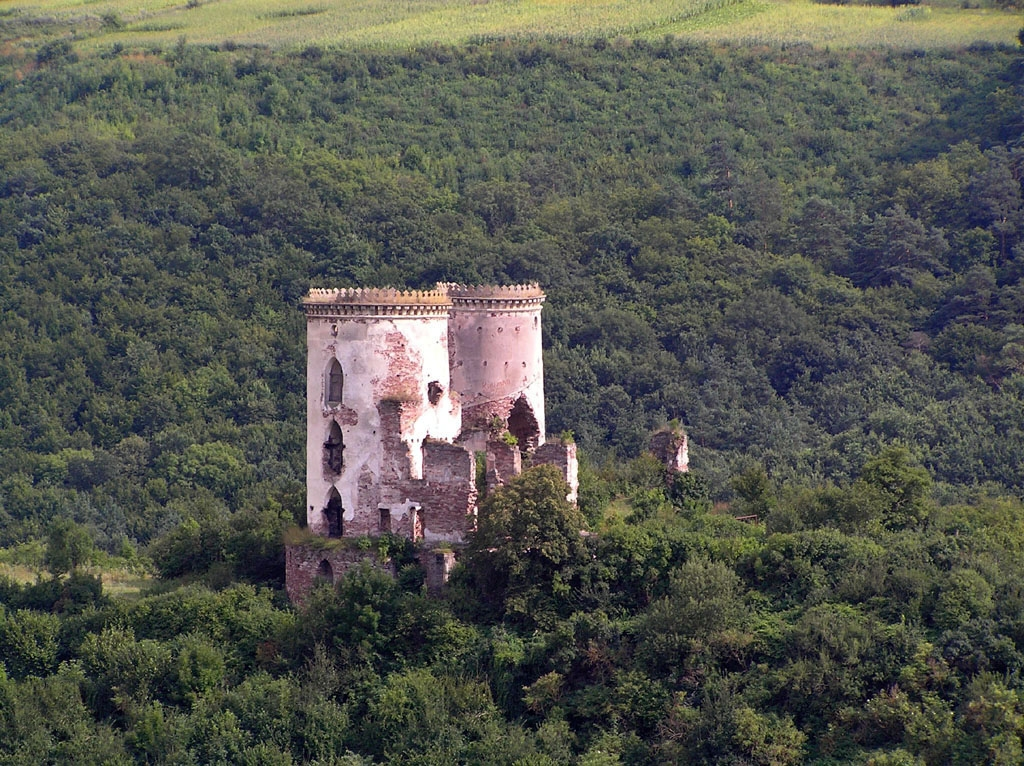
Червоногородський замок
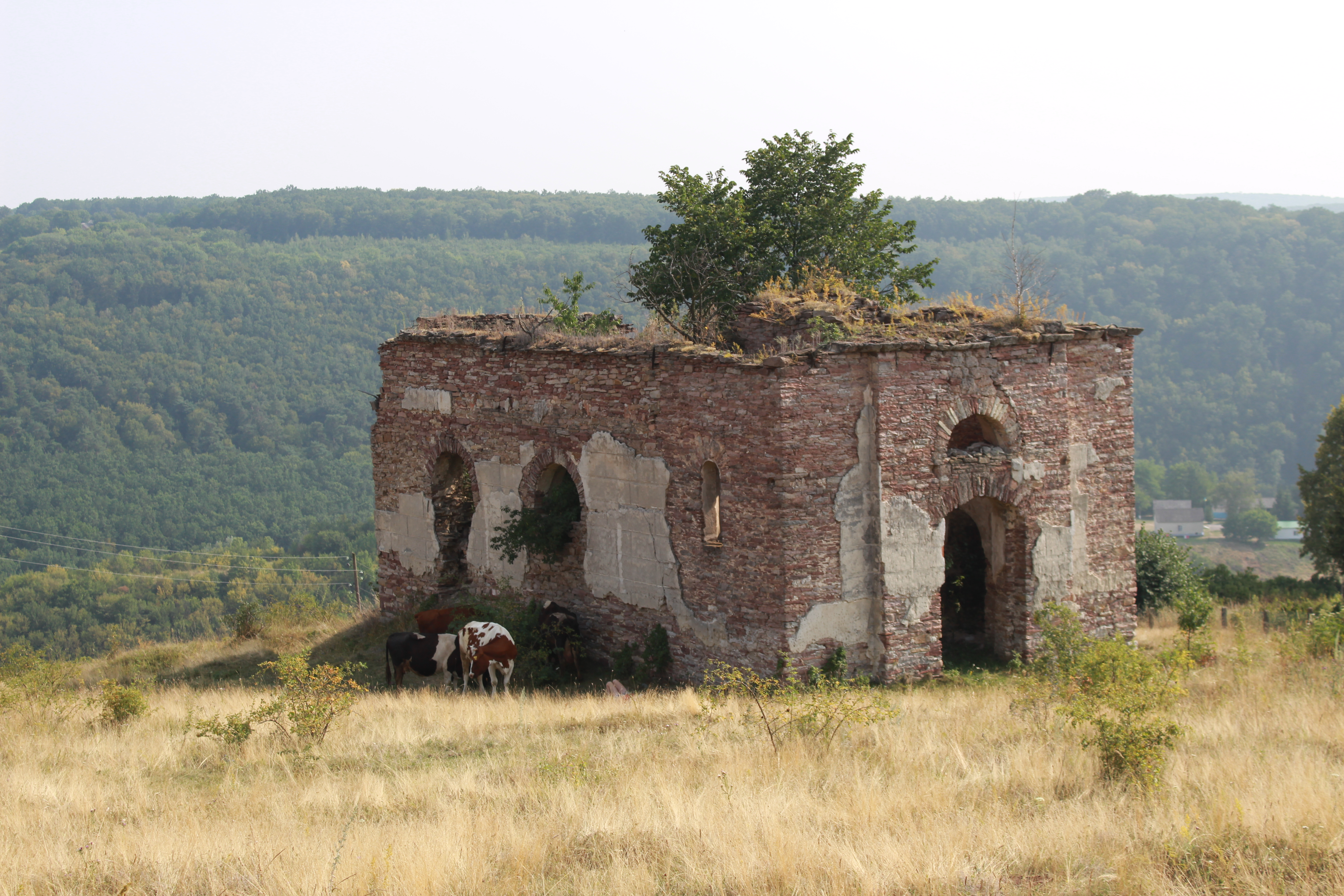
Руїни мавзолею Понінських
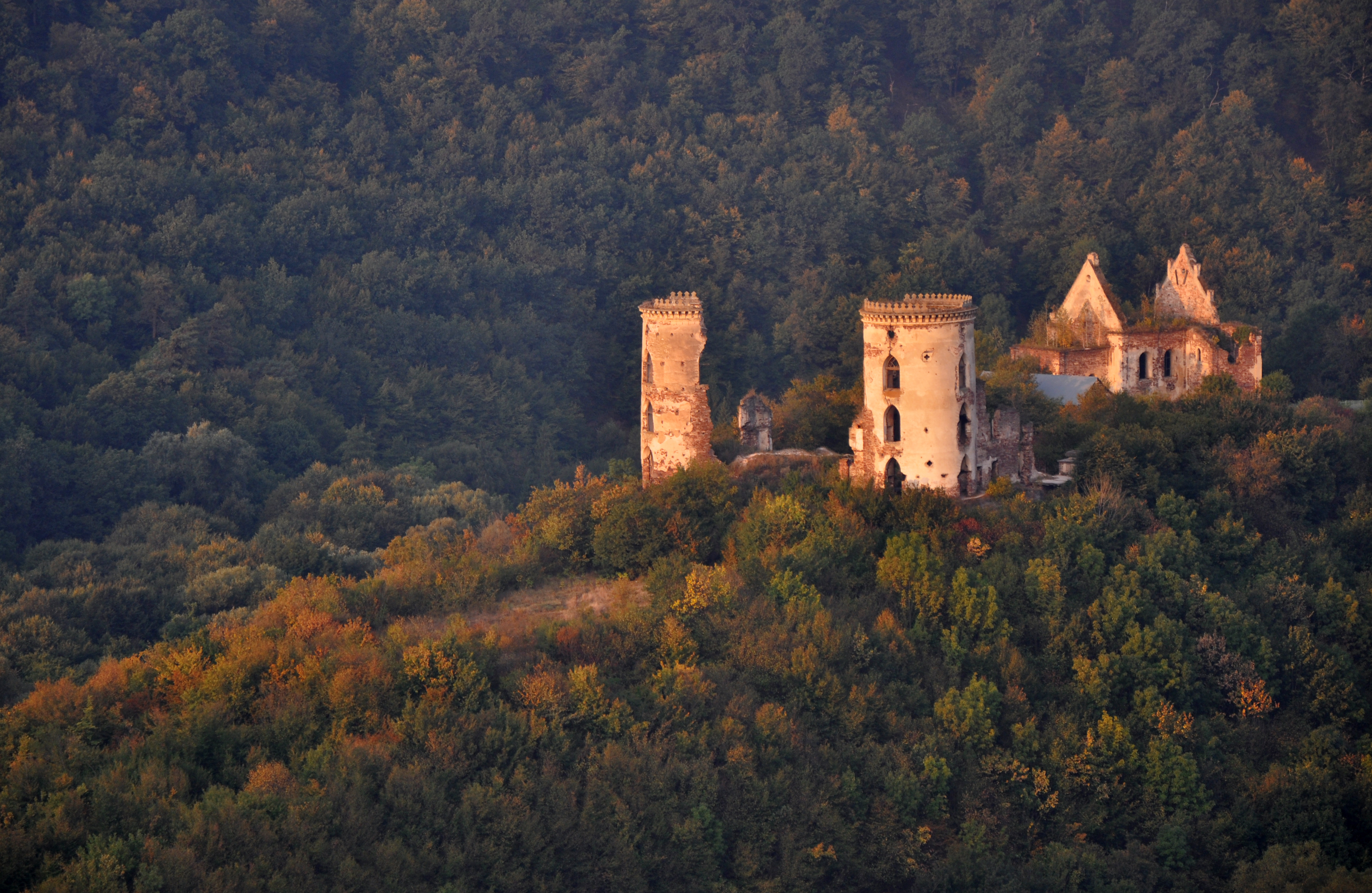
Червоногородський замок
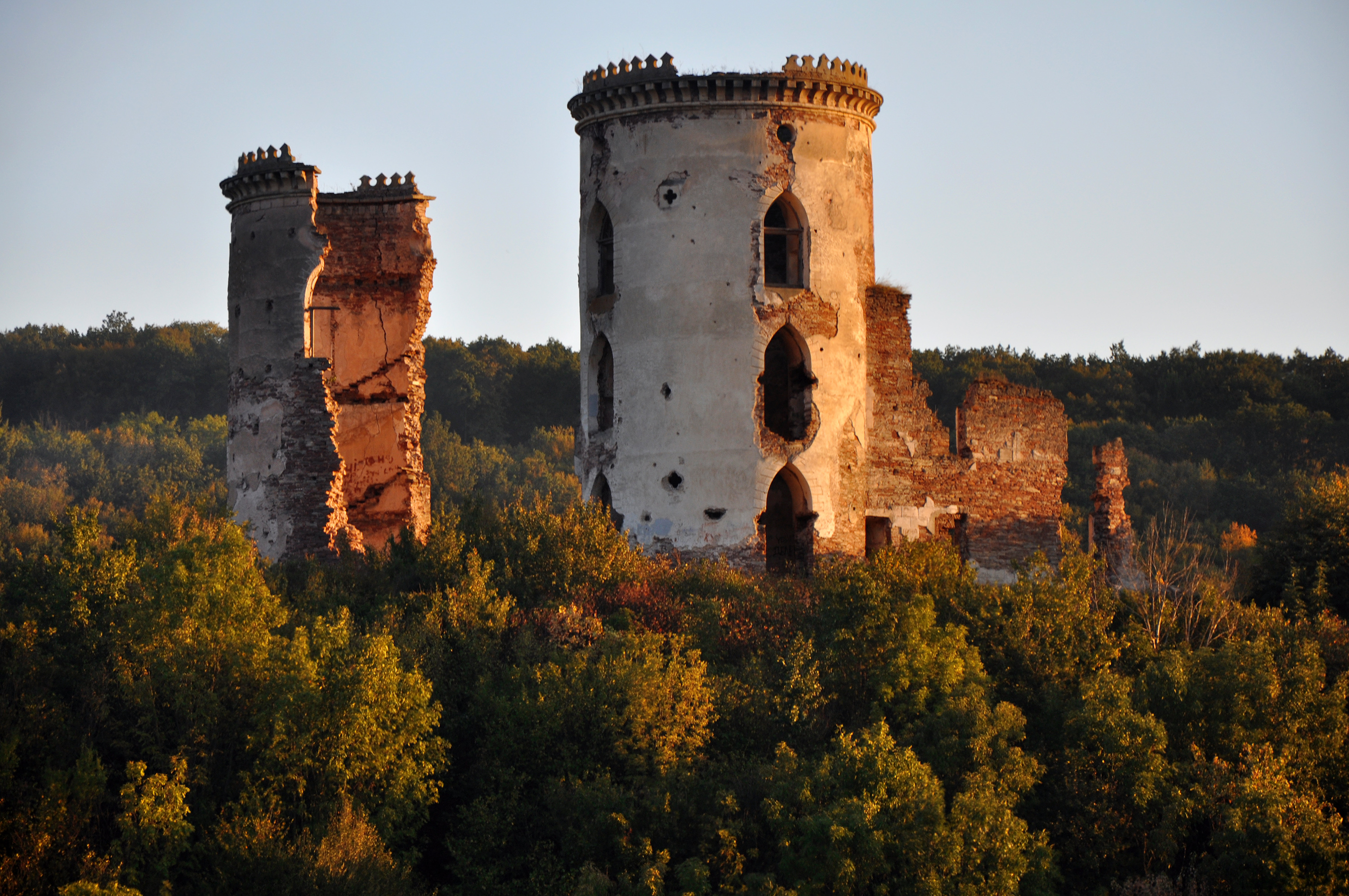
Червоногородський замок
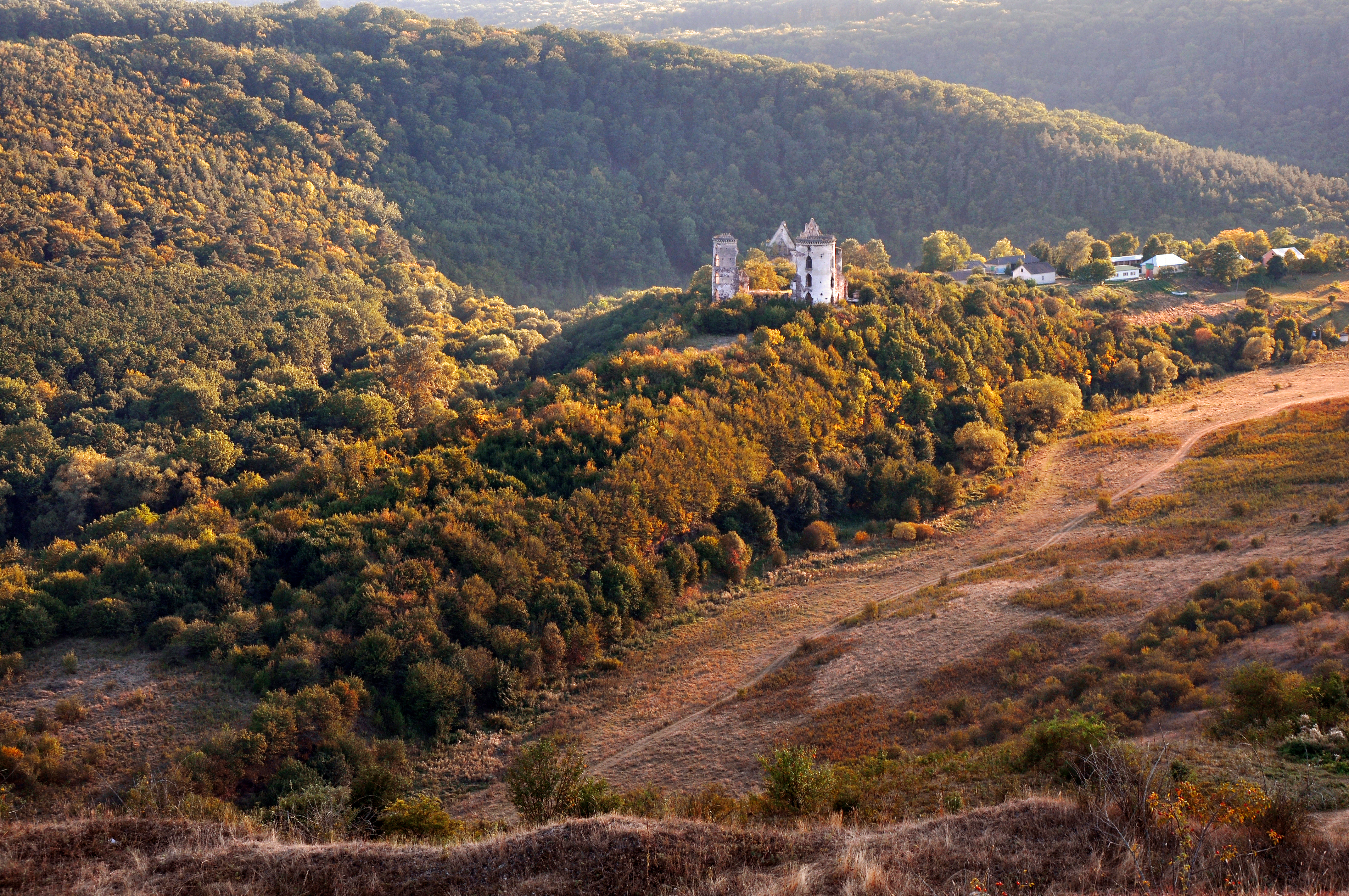
Урочище «Червоне»
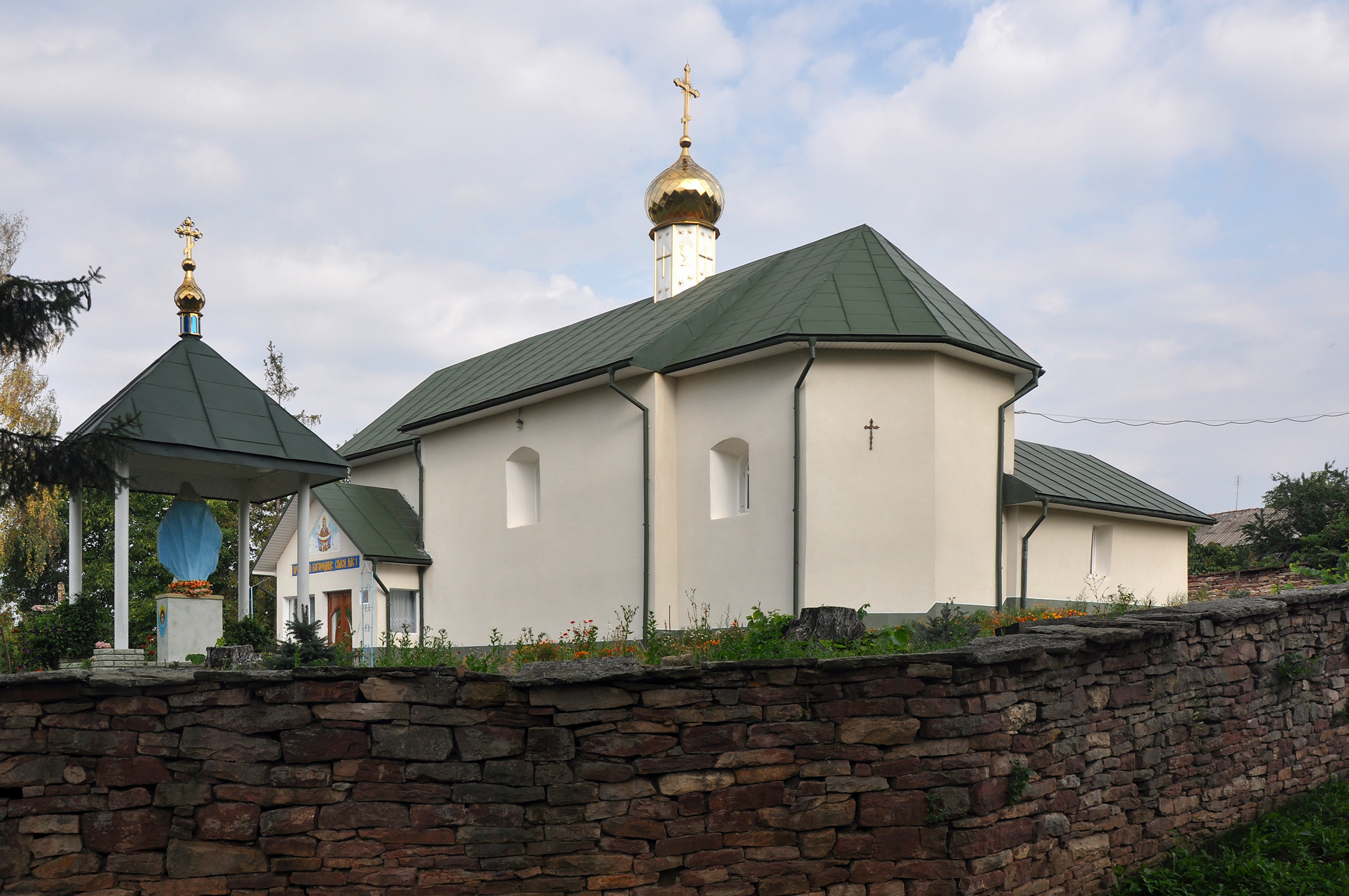
Стара Церква Покрови Пресвятої Богородиці
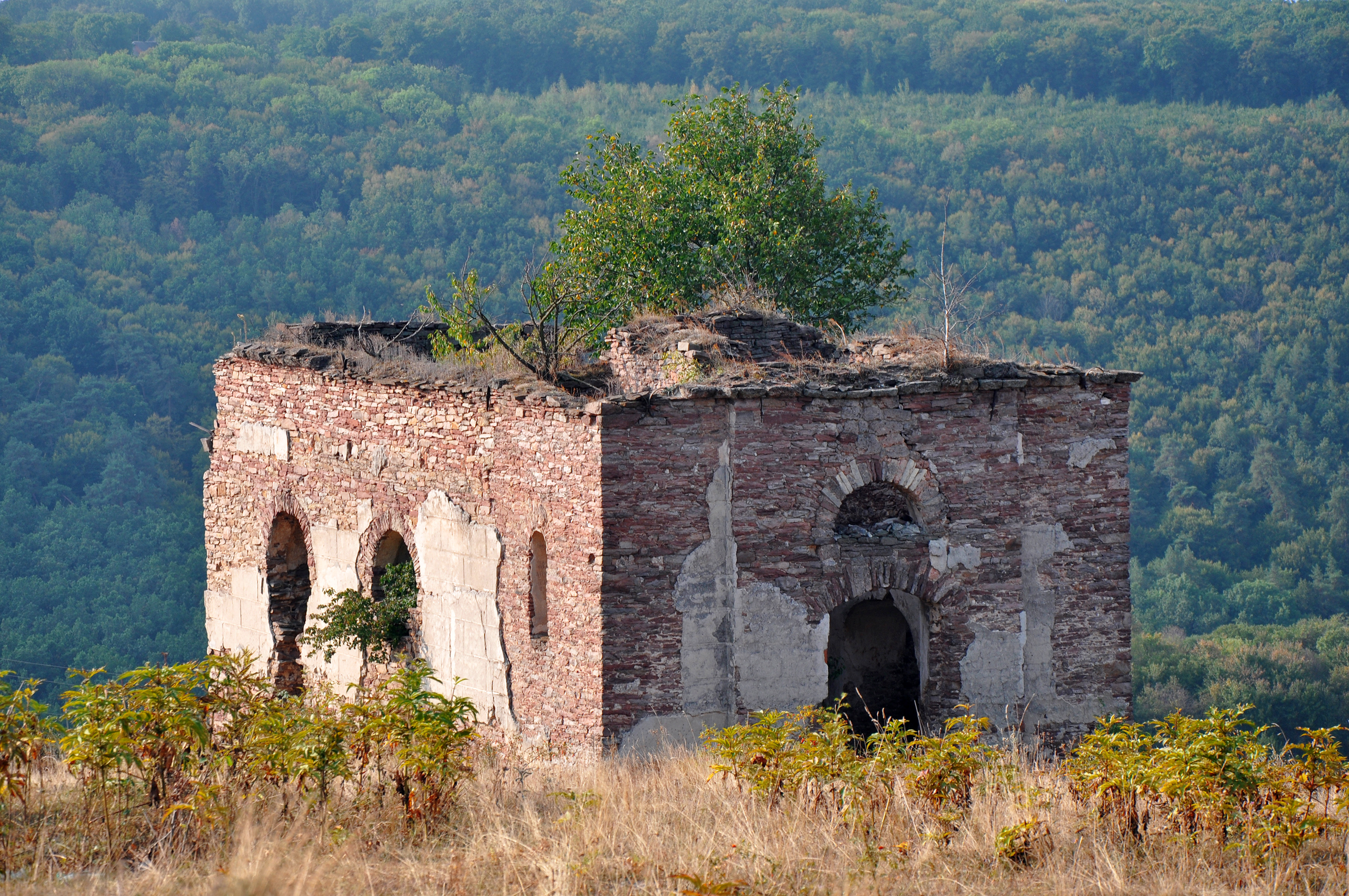
Усипальниця Понінських
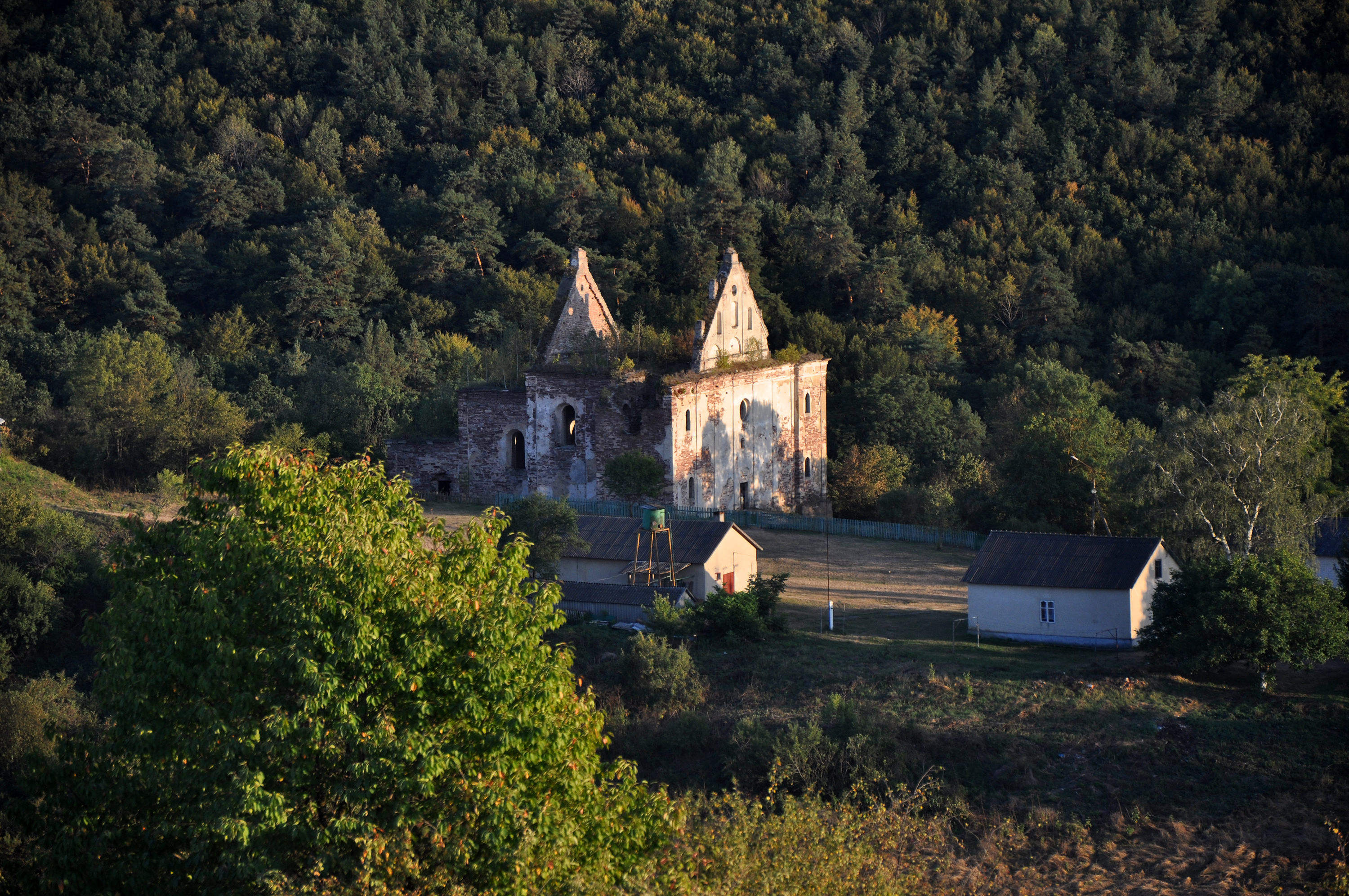
Руїни червоногородського костелу
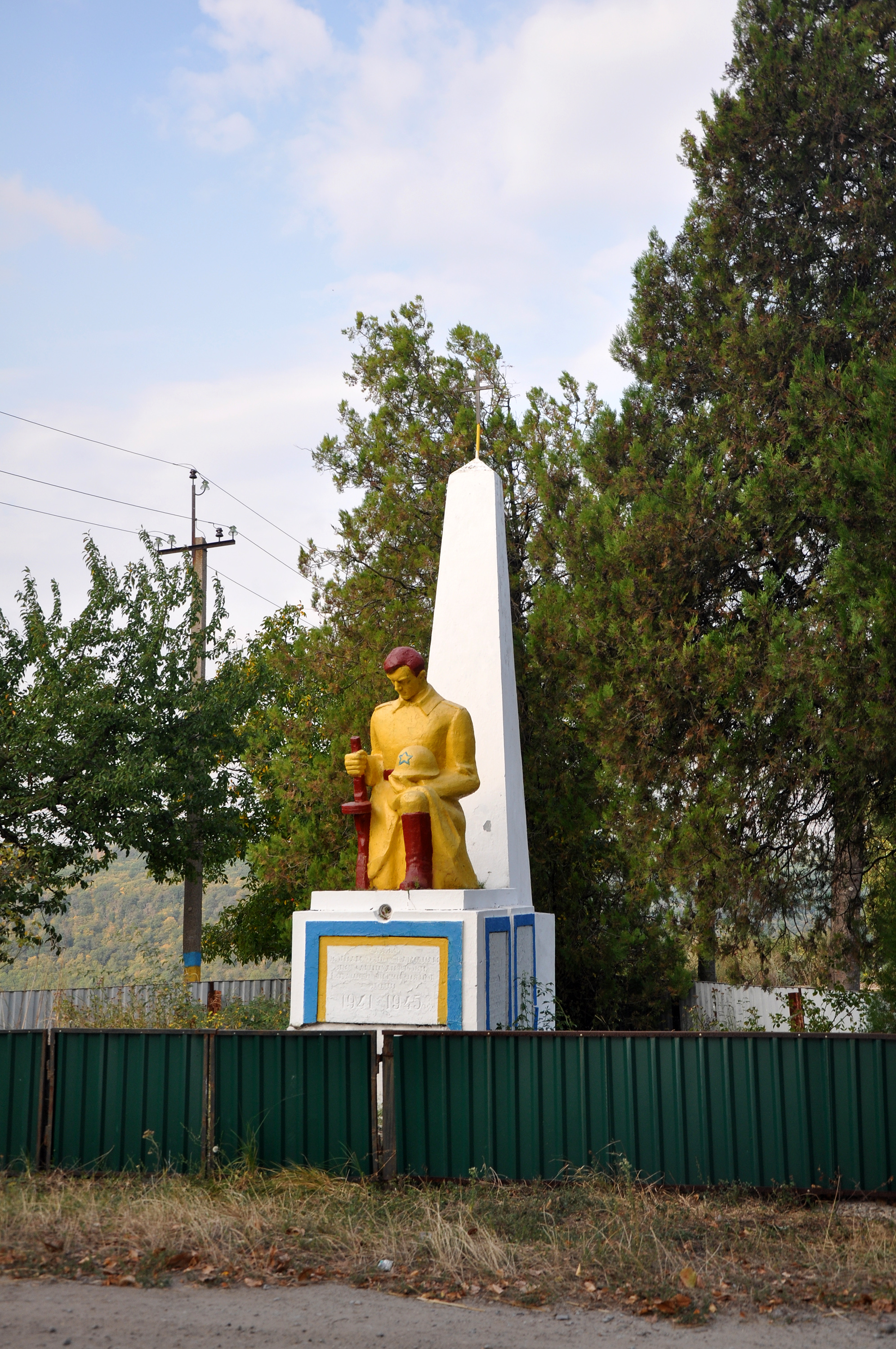
Пам'ятний знак воїнам-землякам, які загинули в роки Другої світової війни. Розташований на околиці села.
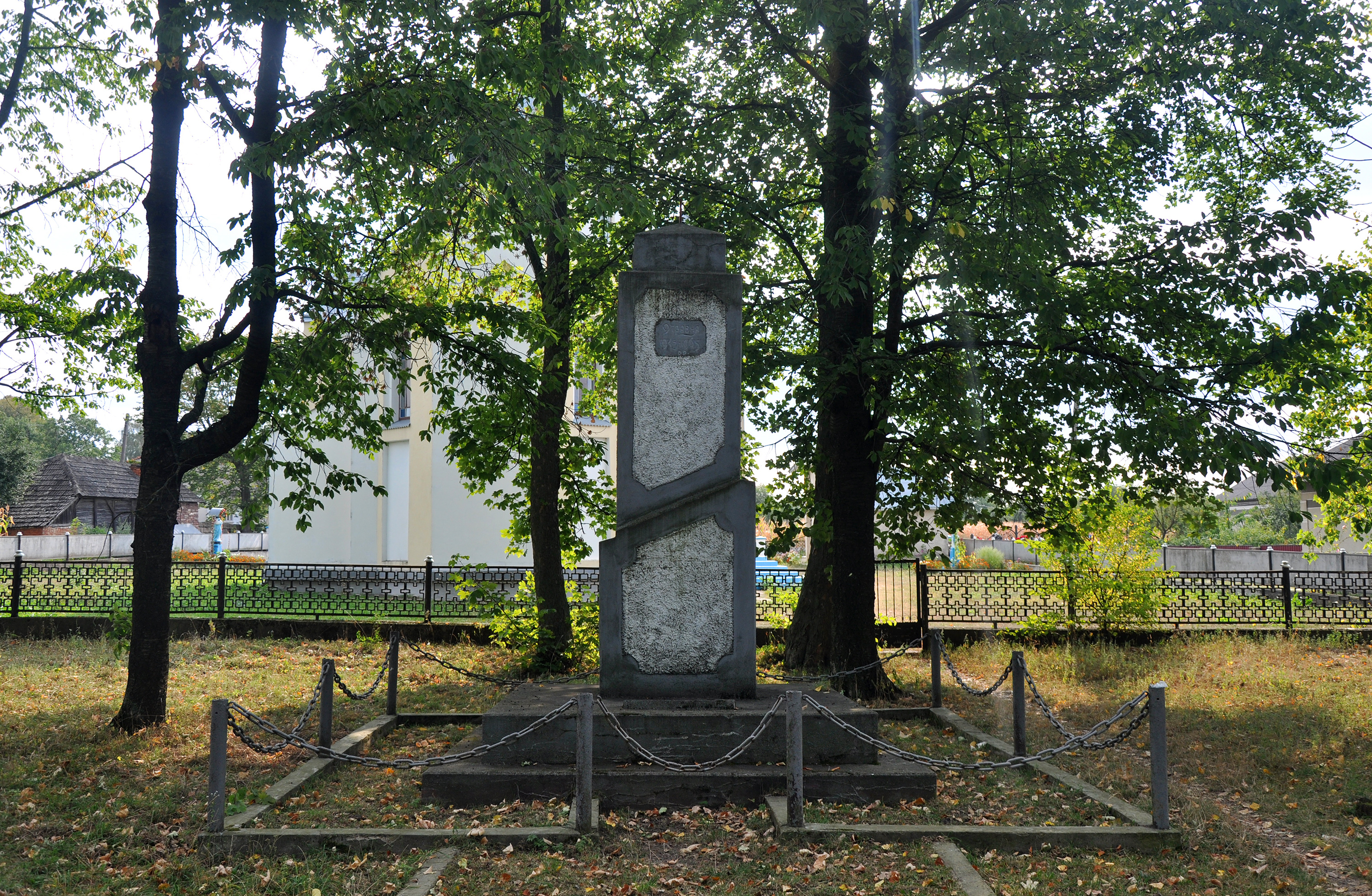
Пам'ятний знак воїнам-землякам, які загинули в роки Другої світової війни. Розташований в центрі села.
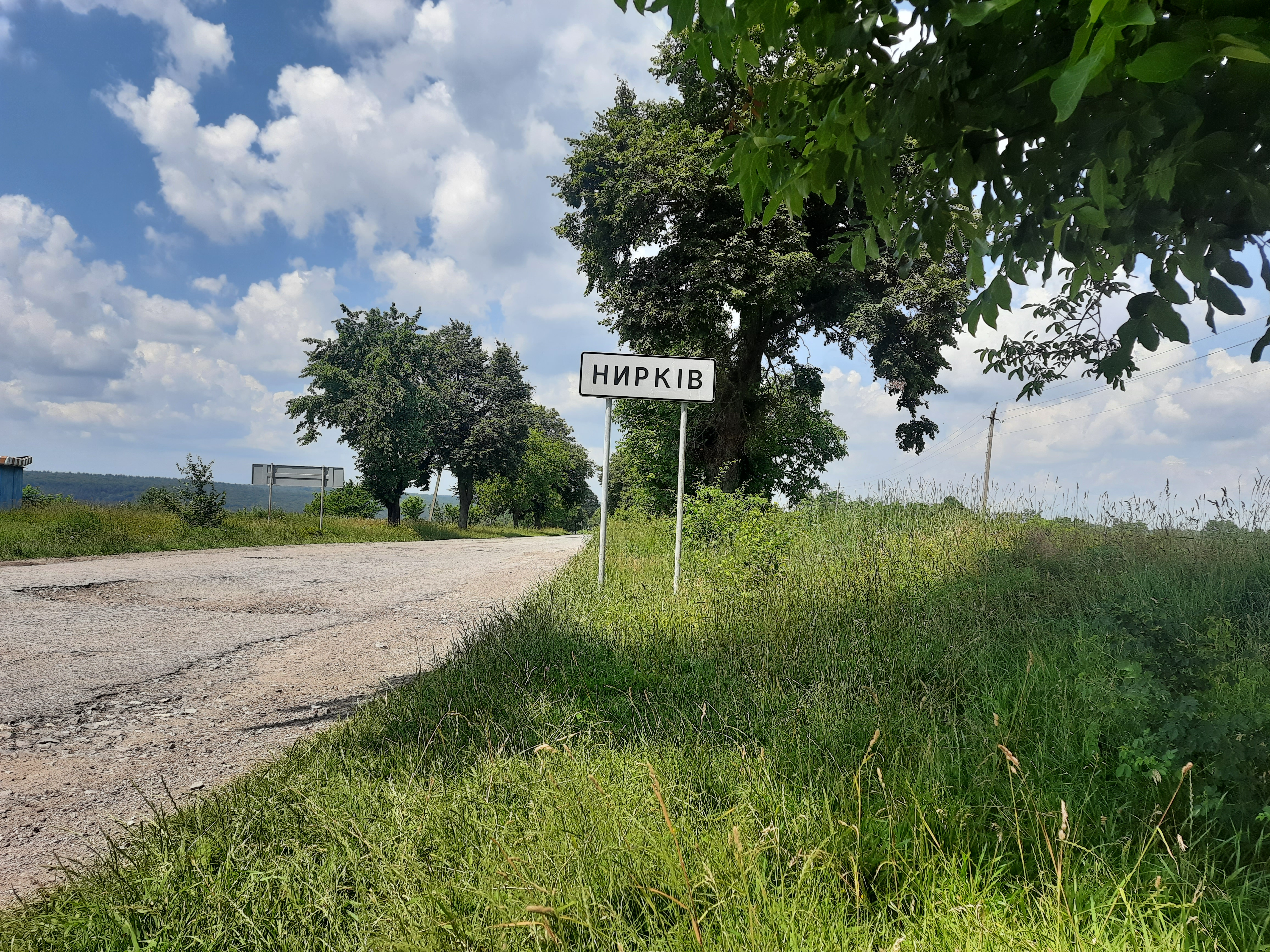
Дорожній знак при в'їзді в село
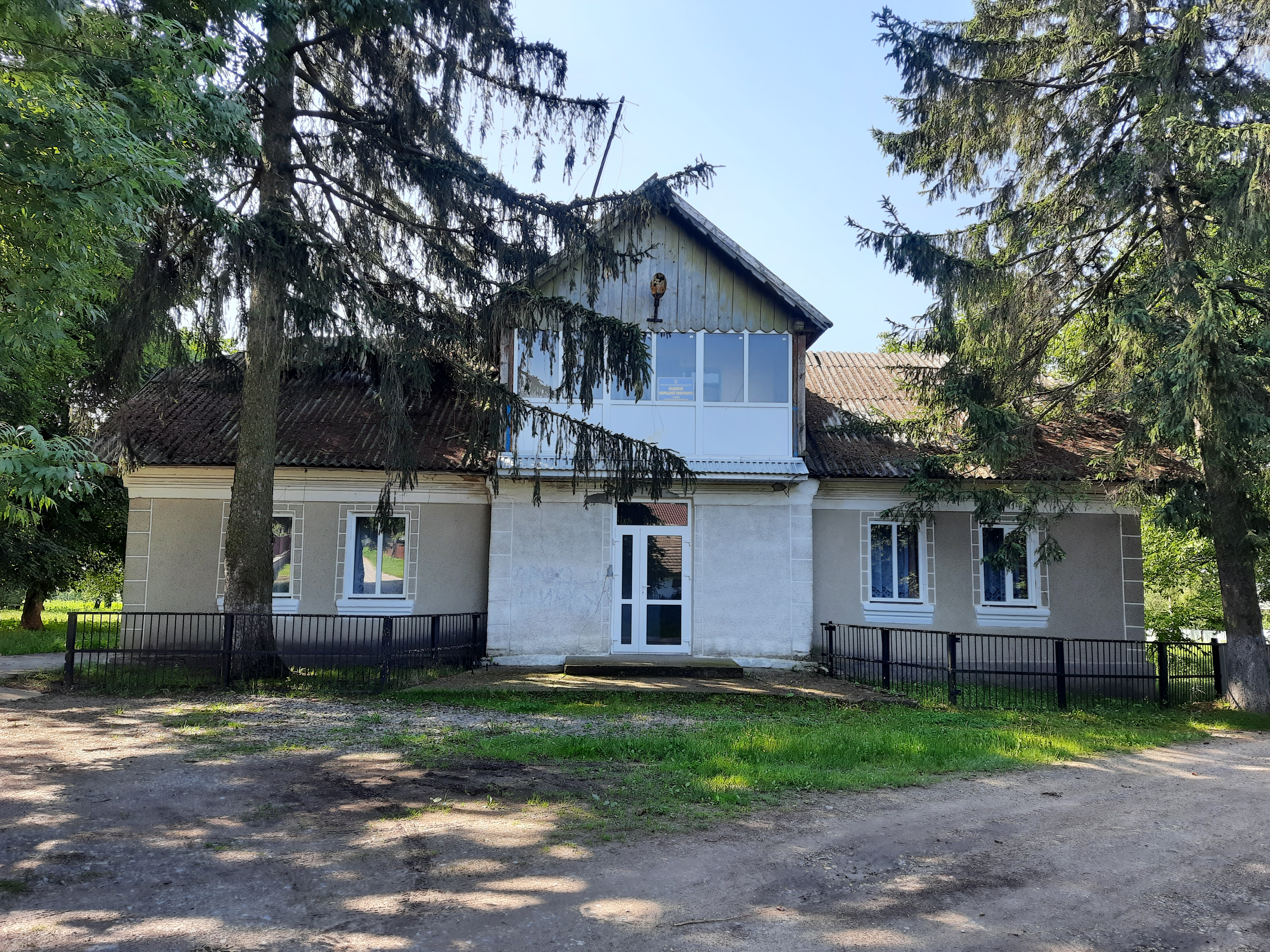
Будинок народної творчості

## Виноски
1. ↑  Сіреджук П. Першовитоки. — К., 1994
2. ↑  Кабінет Міністрів України - Про визначення адміністративних центрів та затвердження територій територіальних громад Тернопільської області. www.kmu.gov.ua (ua) . Архів оригіналу за 23 січня 2022. Процитовано 22 жовтня 2021.
3. ↑  Постанова Верховної Ради України від 17 липня 2020 року № 807-IX «Про утворення та ліквідацію районів»